# Сеньория де Могер

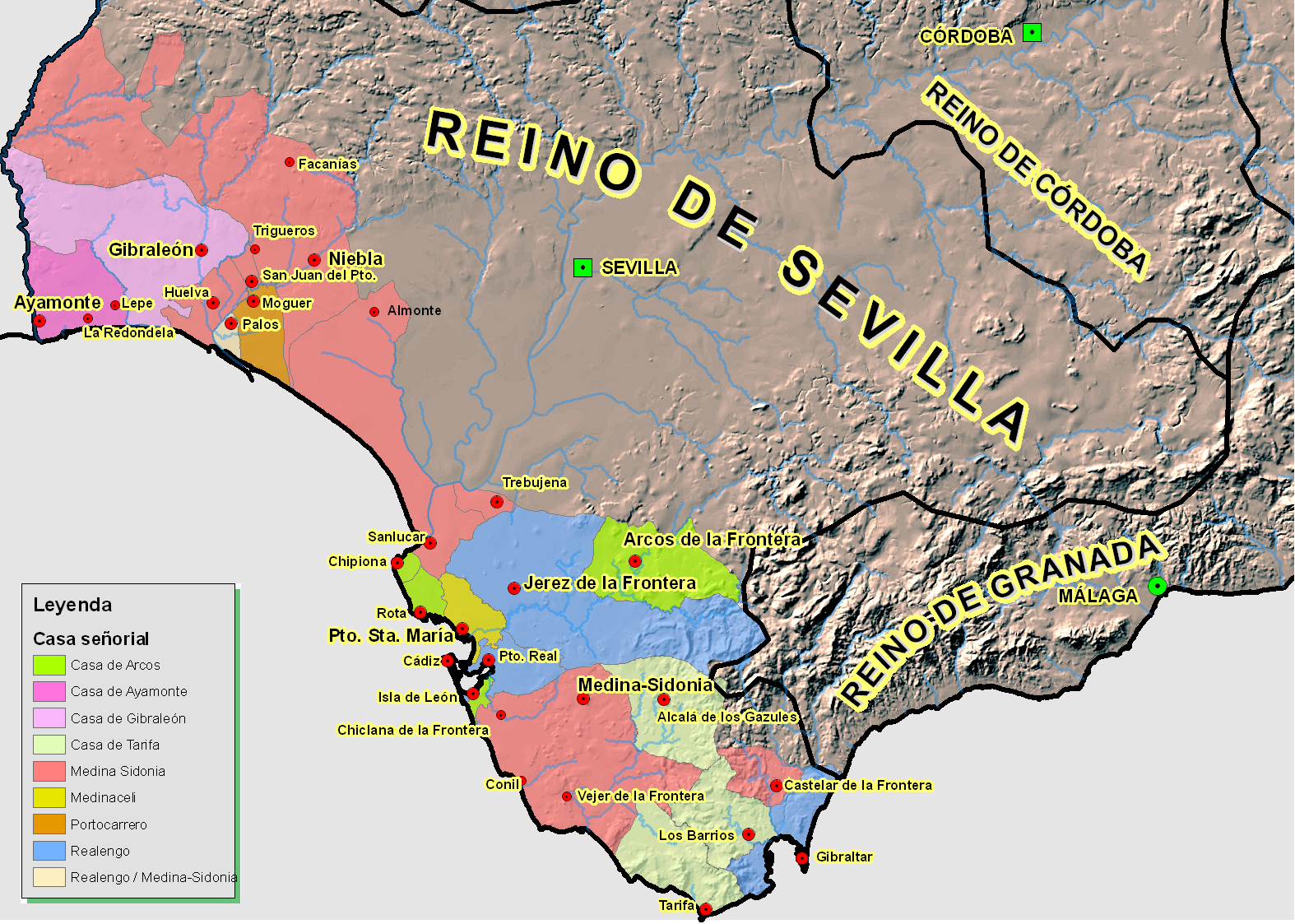
Сеньории Королевства Севилья в правление короля Карлоса I, среди них сеньория Могер.

Сеньория де Могер — феодальное поместье Могер, созданное в 1333 году королем Кастилии Альфонсо XI для адмирала Алонсо Хофре Тенорио (1292—1340). Вилла Могер находилась в Королевстве Севилья (современная провинция Уэльва, автономное сообщество Андалусия).
С 1362 по 1703 год сеньория Могер принадлежала дому Портокарреро. В 1520 году король Испании Карл I пожаловал Хуану Портокарерро, 9-му сеньору де Могер, титул гранда Испании.
После смерти Педро Фернандеса Портокарреро, 18-го сеньора де Могер (? — 1703), на сеньорию стали претендовать Томас Фернандес Портокарреро, граф де Пальма-дель-Рио, Хуан Мануэль Фернандес Пачеко, маркиз де Вильена, Алонсо Пачеко Портокарреро, маркиз де ла Торре де лас Сиргадас, Лоренсо Антонио де Карденас, граф де Вильяалонсо и Пуэбла-дель-Маэстре, Кристобаль Грегорио Портокарреро, граф де Монтихо, и Диего Алонсо-Лопе Баррадас, маркиз де Кортес-де-Граэна. В 1718 году судебный процесс выиграл Диего Алонсо-Лопе Баррадас, 2-й маркиз де Кортес-де-Граэна, ставший 19-м сеньором де Могер.
С 1763 по 1765 год сеньорией владела Мария Франсиска де Салес Портокарреро (1763—1808), 23-я сеньора де Могер, 15-я маркиза де Вильянуэва-дель-Фресно. С 1765 года на сеньорию стал претендовать Фелипе Лопес Пачеко (1727—1798), 12-й герцог де Эскалона и 6-й маркиз де Бедмар, 23-й сеньор де Могер. В 1771 году Совет Кастилии постановил, что Фелипе Лопес Пачеко является владельцем сеньории де Могер м маркизата де Вильянуэва-дель-Фресно. В 1798 году после смерти Фелипе Лопеса Пачеко сеньорию де Могер получил во владение Диего Фернандес де Веласко (1754—1811), 15-й герцог де Фриас, ставший 24-м сеньором де Могер и 16-м маркизом де Вильянуэва-дель-Фресно. Позднее Диего Фернандес де Веласко перешел на службу короля Испании Жозефа Бонапарта, брата императора Франции Наполеона, и 1808 году был лишен всех испанских титулов и владений, скончался в Париже в 1811 году.
С 1808 года сеньория Могер принадлежала Эухенио Портокарреро и Палафоксу, 6-му графу де Монтихо (1773—1834), сыну Марии Франсиски де Салес Портокарреро, 23-й сеньоры де Могер, и Фелипе Антонио Хосе де Палафоксу, который считался 24-м сеньором де Могер. В 1834 году после смерти бездетного Эухенио его титулы унаследовал его младший брат, Киприано Палафокс и Портокарреро (1784—1839), 8-й граф де Монтихо и 25-й сеньор де Могер.
В 1839 году после смерти Киприано его титулы, в том числе и сеньорию Могер, унаследовала его старшая дочь, Мария Франсиска де Салес Портокарреро (1825—1860), 26-я сеньора де Могер и 18-я маркиза де Вильянуэва-дель-Фресно. Мария Франсиска вышла замуж за Хакобо Фитц-Джеймса Стюарта, 15-го герцога де Альба (1821—1881). Ей наследовал их единственный сын, Карлос Мария Фитц-Джеймс Стюарт (1849—1901), 16-й герцог де Альба, 27-й сеньор де Могер и 19-й маркиз де Вильянуэва-дель-Фресно.

## Генеалогическое древо

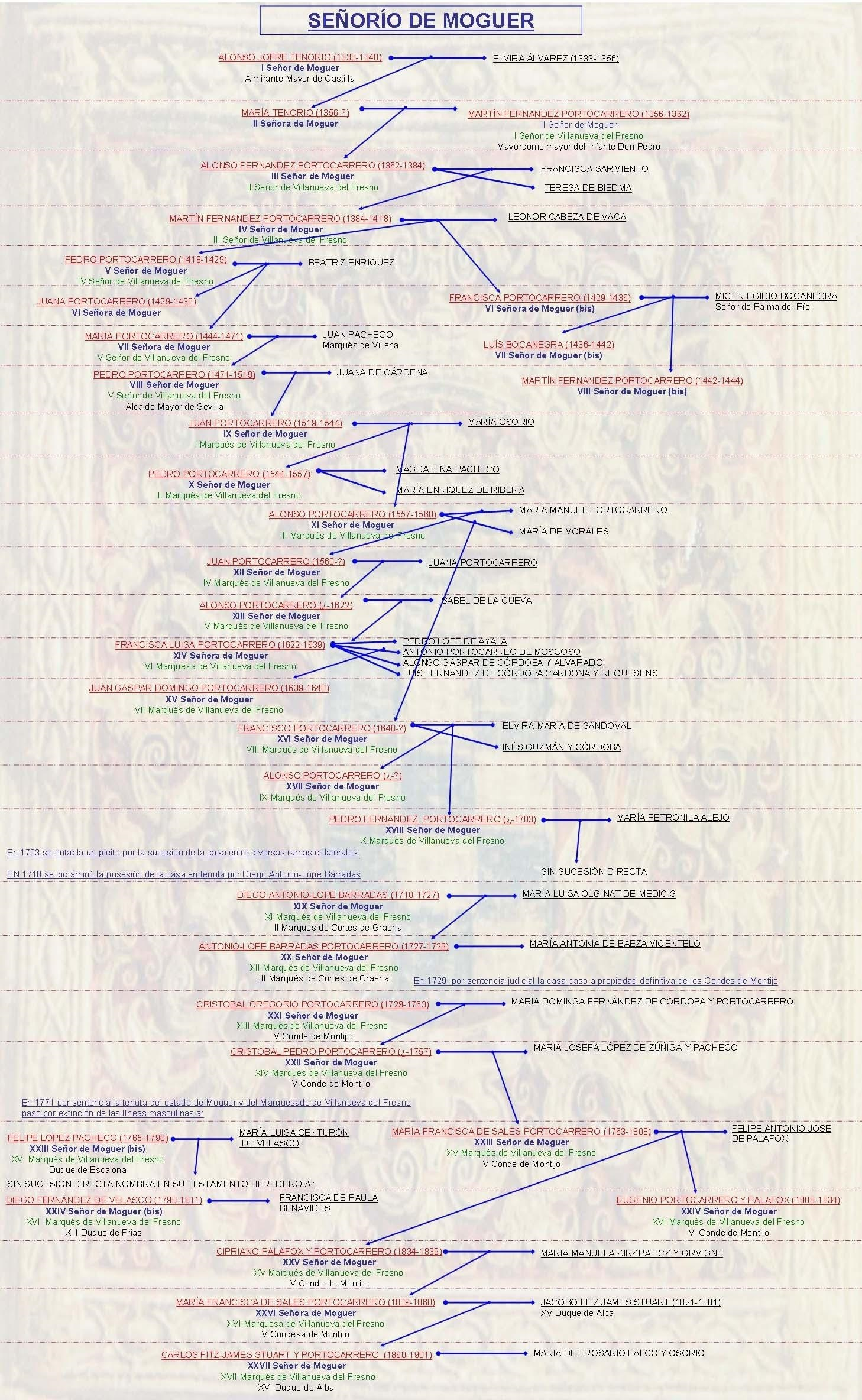
Генеалогическое древо сеньоров де Могер.

## Сеньоры де Могер
| Nº | Персона                                                    | Дата                | Титул                                            |
| -- | ---------------------------------------------------------- | ------------------- | ------------------------------------------------ |
| 1  | Алонсо Хофре Тенорио                                       | 1333-1340           | 1-й сеньор де Могер                              |
| 2  | Мария Тенорио                                              | 1356 — ?            | 2-я сеньора де Могер                             |
| 3  | Алонсо Фернандес Портокарреро                              | 1362-1384           | 3-й сеньор де Могер                              |
| 4  | Мартин Фернандес Портокарреро                              | 1384-1418           | 4-й сеньор де Могер                              |
| 5  | Педро Фернандес де Портокарреро                            | 1418-1429           | 5-й сеньор де Могер                              |
| 6  | Хуана Портокарреро Франсиска Портокарреро                  | 1429-1430 1429-1436 | 6-я сеньора де Могер 6-я сеньора де Могер (bis)  |
| 7  | Мария Портокарреро Луис Боканегра и Портокарреро           | 1444-1471 1436-1442 | 7-я сеньора де Могер 7-й сеньор де Могер (bis)   |
| 8  | Педро Портокарреро Мартин Фернандес Портокарреро           | 1471-1519 1442-1444 | 8-й сеньор де Могер 8-й сеньор де Могер (bis)    |
| 9  | Хуан Портокарреро                                          | 1519-1544           | 9-й сеньор де Могер                              |
| 10 | Педро Портокарреро                                         | 1544-1557           | 10-й сеньор де Могер                             |
| 11 | Алонсо Портокарреро                                        | 1557-1560           | 11-й сеньор де Могер                             |
| 12 | Хуан Портокарреро                                          | 1560 — ?            | 12-й сеньор де Могер                             |
| 13 | Алонсо Портокарреро                                        | ? — 1622            | 13-й сеньор де Могер                             |
| 14 | Франсиска Луиза Портокарреро                               | 1622-1639           | 14-я сеньора де Могер                            |
| 15 | Хуан Гаспар Доминго Портокарреро                           | 1639-1640           | 15-й сеньор д Могер                              |
| 16 | Франсиско Портокарреро                                     | 1640 — ?            | 16-й сеньор де Могер                             |
| 17 | Алонсо Портокарреро                                        | ? — ?               | 17-й сеньор де Могер                             |
| 18 | Педро Фернандес Портокарреро                               | ? — 1703            | 18-й сеньор де Могер                             |
| 19 | Диего Антонио-Лопес Баррадас                               | 1718-1727           | 19-й сеньор де Могер                             |
| 20 | Антонио-Лопес Баррадас Портокарреро                        | 1727-1729           | 20-й сеньор де Могер                             |
| 21 | Кристобаль Грегорио Портокарреро                           | 1729-1763           | 21-й сеньор де Могер                             |
| 22 | Кристобаль Педро Портокарреро                              | ? — 1757            | 22-й сеньор де Могер                             |
| 23 | Мария Франсиска де Салес Портокарреро Фелипе Лопес Пачеко  | 1763-1808 1765-1798 | 23-я сеньора де Могер 23-й сеньор де Могер (bis) |
| 24 | Эухенио Портокарреро и Палафокс Диего Фернандес де Веласко | 1808-1834 1798-1811 | 24-й сеньор де Могер 24-й сеньор де Могер (bis)  |
| 25 | Киприано Палафокс и Портокарреро                           | 1834-1839           | 25-й сеньор де Могер                             |
| 26 | Мария Франсиска де Салес Портокарреро                      | 1839-1860           | 26-я сеньоры де Могер                            |
| 27 | Карлос Мария Фитц-Джеймс Стюарт и Палафокс                 | 1860-1901           | 27-й сеньор де Могер                             |

## История сеньоров де Могер

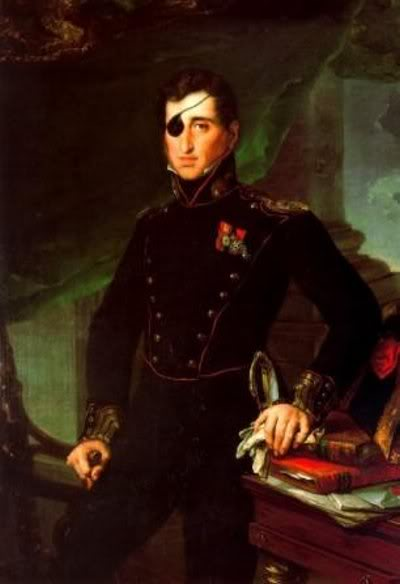
Киприано де Палафокс и Портокарреро, 8-й граф де Монтихо

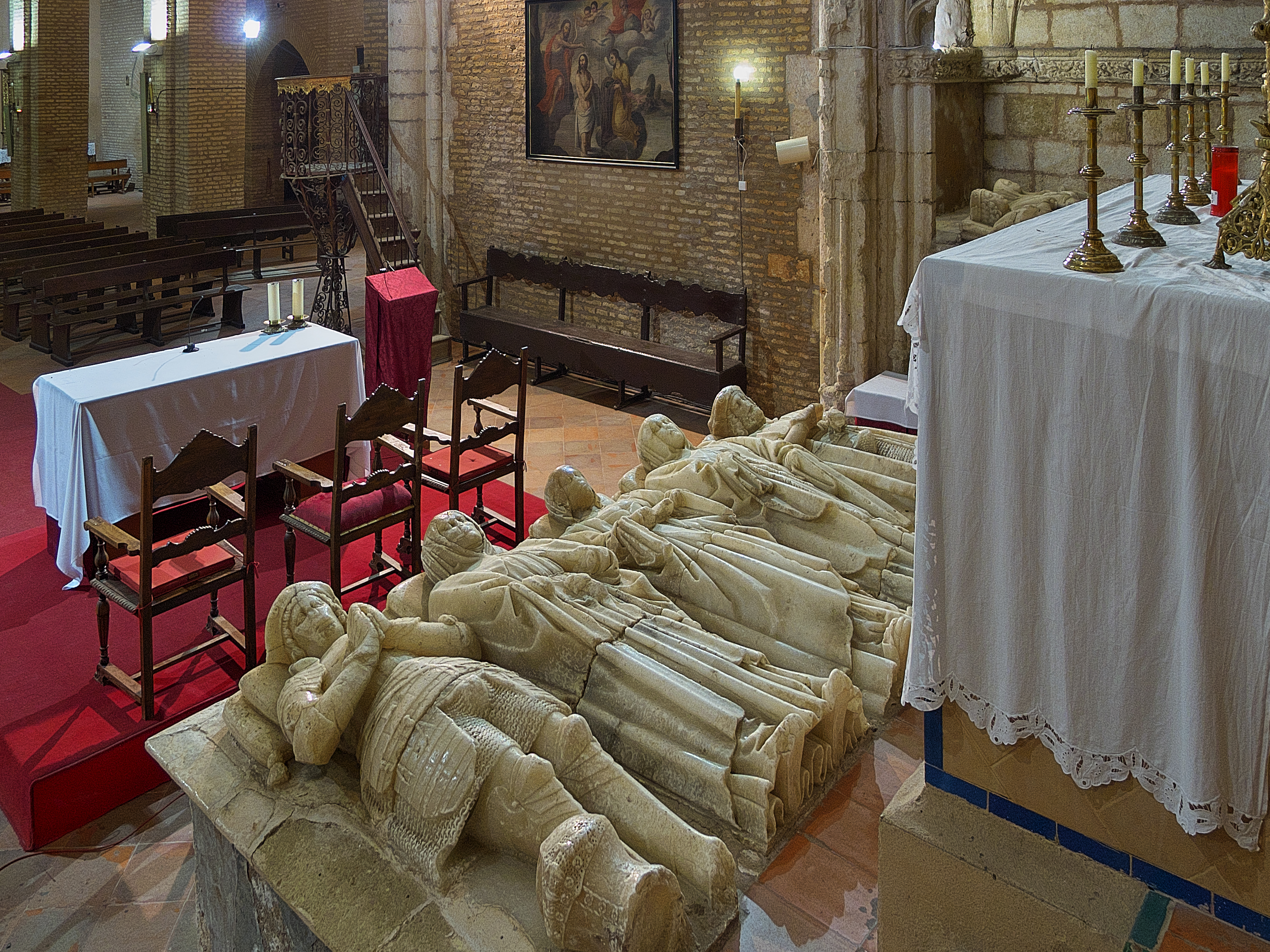
Гробницы первых сеньоров де Могер в монастыре Санта-Клара. Алонсо Хофре Тенорио, 1-й сеньор де Могер, и его жена Эльвира Альварес; их дочь Мария Тенорио; Беатрис Энрикес; Алонсо Фернандес Портокарреро, 3-й сеньор де Могер.

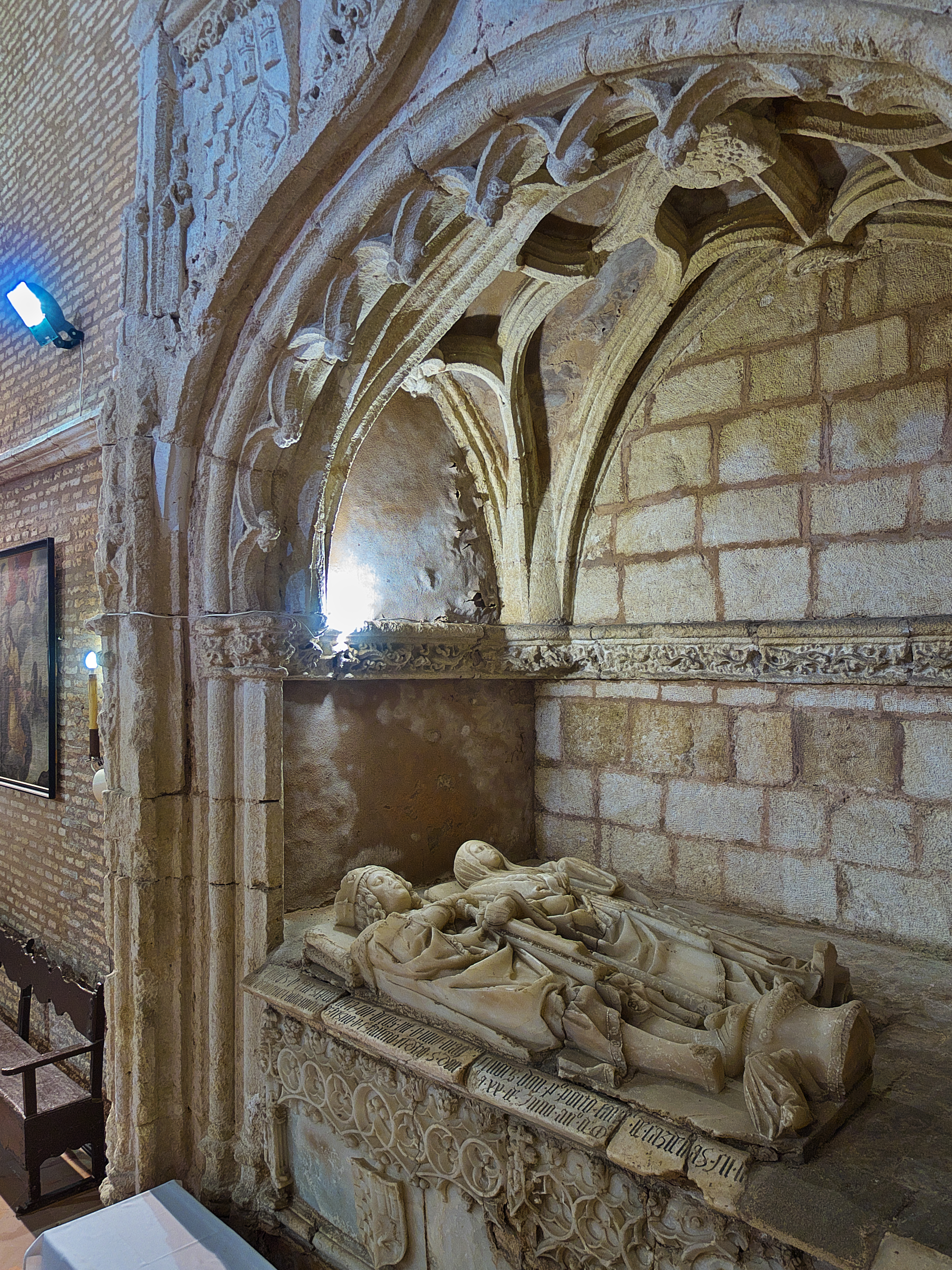
Гробница Педро Портокарреро, 8-го сеньора де Могера, и его жены Хуаны де Карденас, монастырь Санта-Клара в Могере.

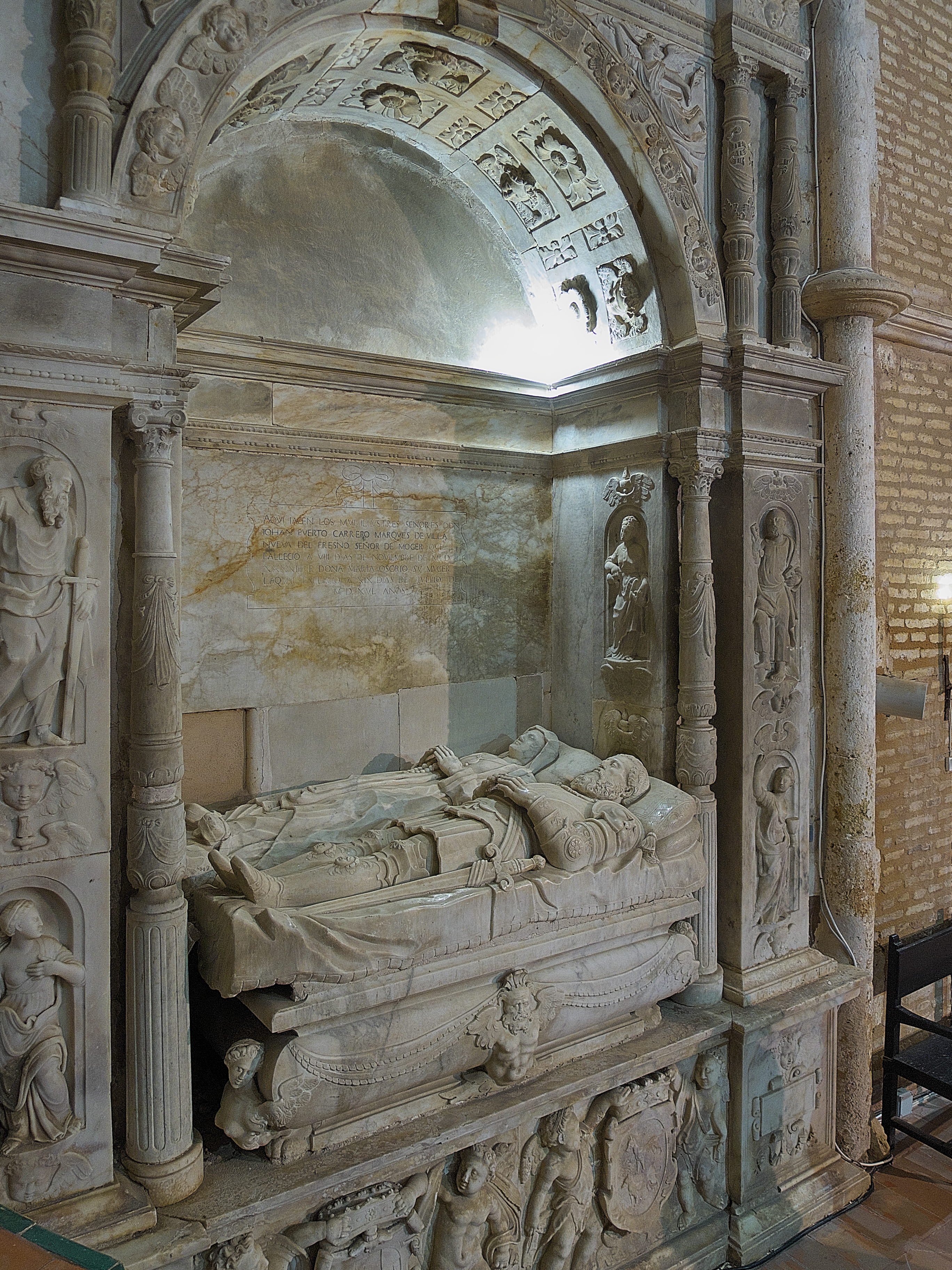
Гробница Хуана Портокарреро, 12-го сеньора де Могер, и его жены Марии Осорио, монастырь Санта-Клара в Могере.

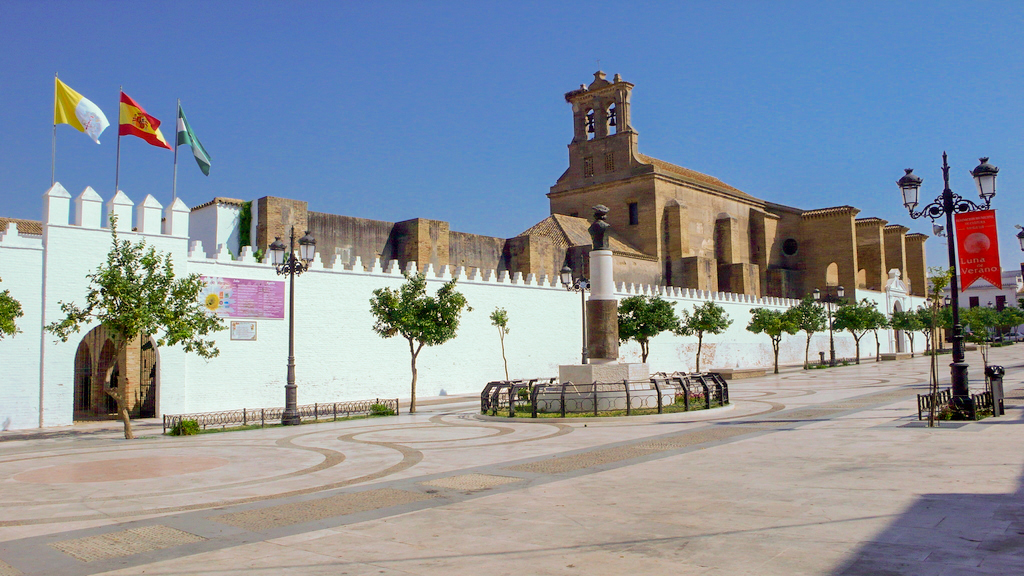
Сеньоры де Могер являлись патронами монастыря Санта-Клара в Могере.

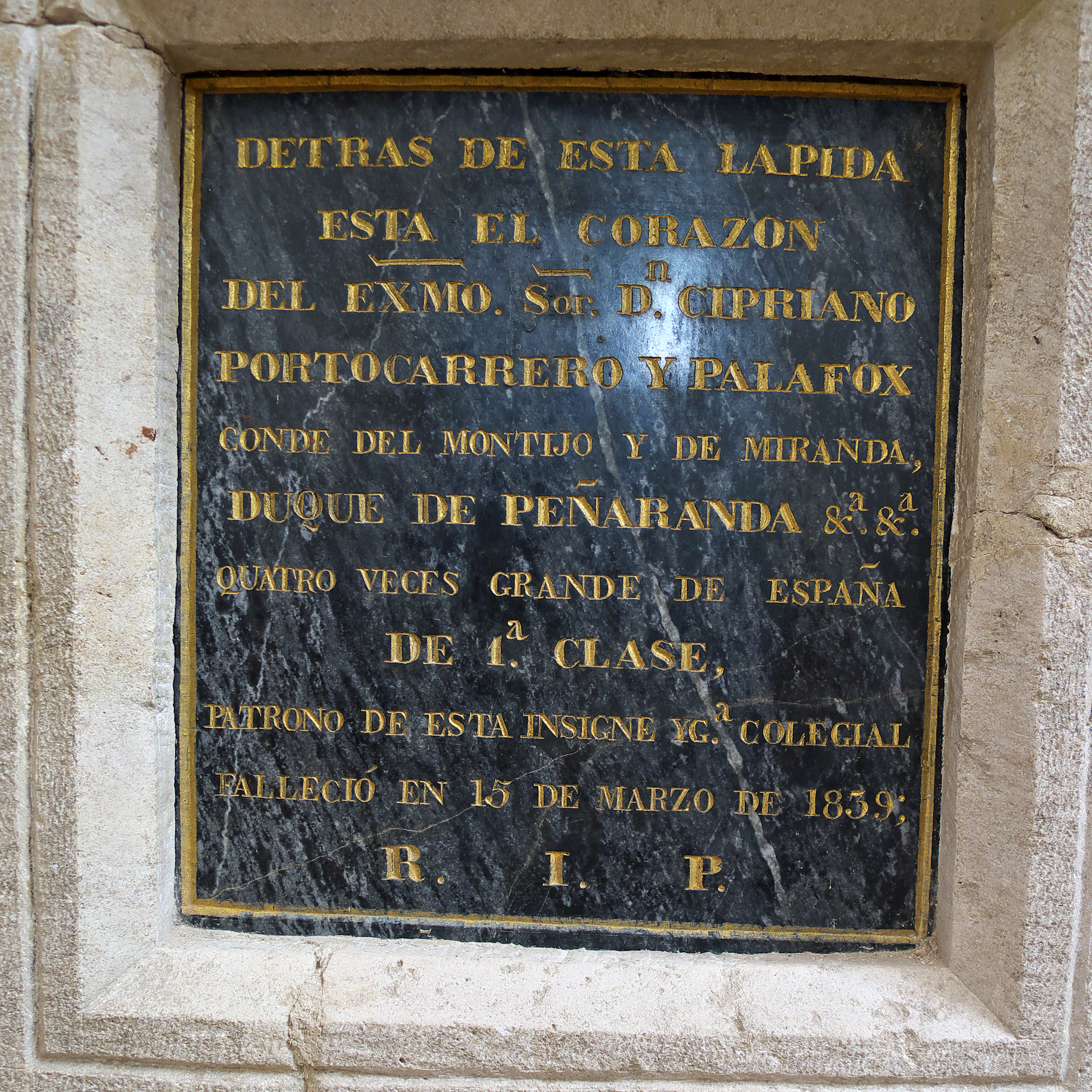
Надгробие Киприано Палафокса и Портокарерро, 8-го графа де Монтихо

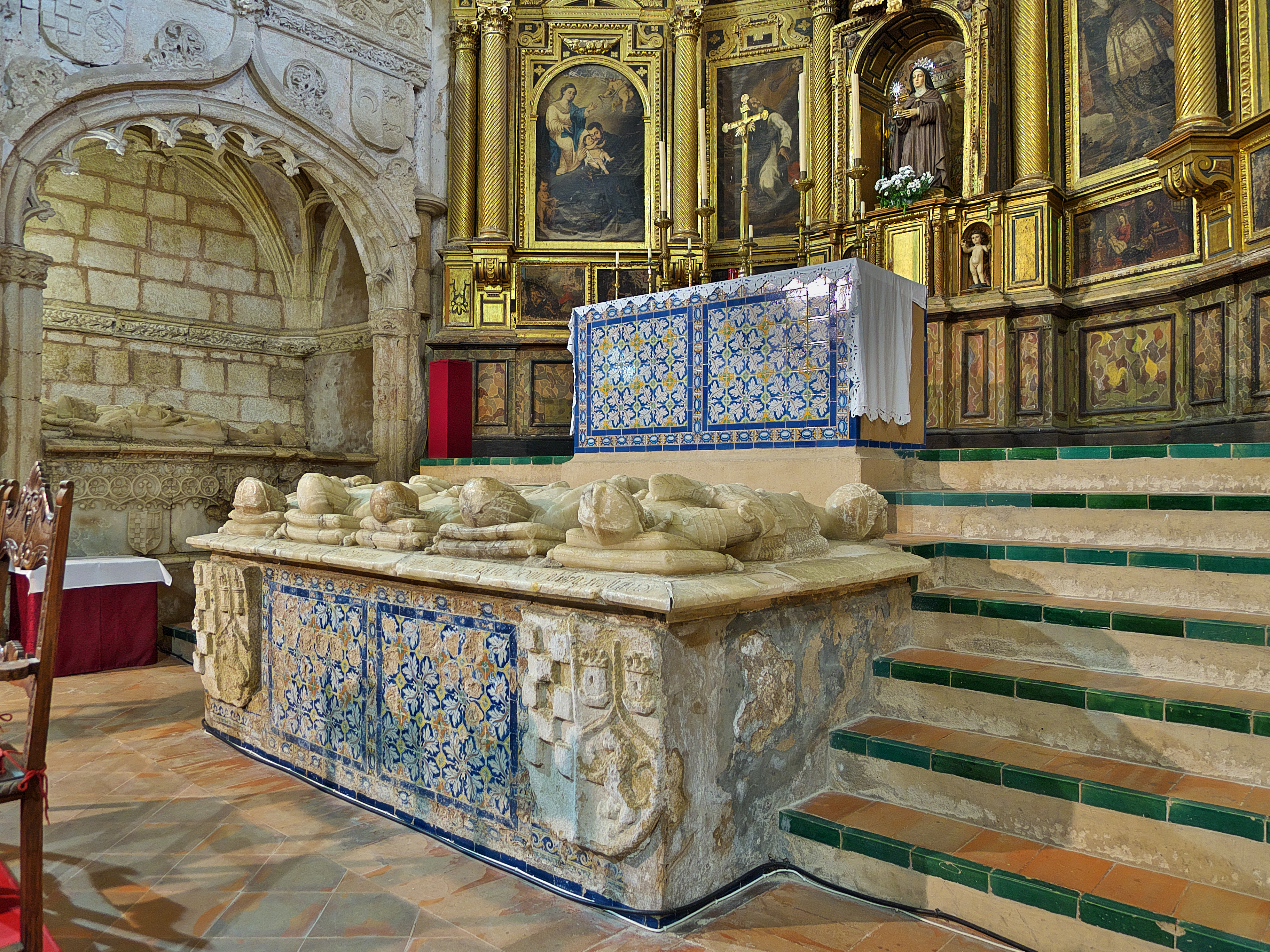
Гробницы сеньоров де Могер в монастыре Санта-Клара.

- Алонсо Хофре Тенорио[исп.] (1292—1340), 1-й сеньор де Могер. Сын Диего Альфонсо Тенорио и Альдонсы Хофре де Лоаисы

1. Супруга — Эльвира Санчес де Веласко, сеньора де Альбендин и де Бобадилья, дочь Санчо Санчеса де Веласко, 1-го сеньора де Медина-де-Помар, и Санчи Каррильо и Осорио

- Мария Афонсо Хофре де Тенорио (? — ?), 2-я сеньора де Могер, дочь предыдущего и Эльвиры Санчес де Веласко

1. Супруг — Мартин Фернандес Портокарреро (? — 1370), 1-й сеньор де Вильянуэва-дель-Фресно, сын Фернандо Гонсалеса Портокарреро и Инес Пардо

- Алонсо Фернандес Портокарреро (ок. 1356 — ок. 1395), 3-й сеньор де Могер, сын Мартина Фернандеса Портокарреро, 1-го сеньора де Вильянуэва-дель-Фресно, и Марии Тенорио, 2-й сеньоры де Могер.

1. Супруга — Франсиска Сармьенто, дочь Диего Переса Сармьенто де Вильямайора и Аро, аделантадо-майора Кастилии, и Менсии де Кастро
2. Супруга — Тереза Мендес де Бьедма, 7-я сеньора де Мосехон, дочь Мена Родригеса де Бенавидеса, 1-го сеньора де Сантистебан-дель-Пуэрто, и Менсии Фернандес де Толедо, сеньоры де Маган и Мосехон.

- Мартин Фернандес Портокарреро (ок. 1384—1418), 4-й сеньор де Могер, сын предыдущего и Франсиски Сармьенто.

1. Супруга — Леонор Фернандес Кабеса де Вака и де Гевара, дочь Педро Фернандеса Кабесы де Ваки и Терезы де Гевара

- Педро Портокарреро (? — 1439), 5-й сеньор де Могер, сын предыдущего и Леонор Фернандес Кабесы де Вака и де Гевара

1. Супруга — Беатрис Энрикес (1386—1439), дочь Алонсо Энрикеса де Кастилии и Хуаны де Мендосы

- Хуана Портокарреро и Энрикес (? — ?), 6-я сеньора де Могер, старшая дочь предыдущего и Беатрис Энрикес

- Франсиска Фернандес Портокарреро (? — ?), 6-я сеньора де Могер, дочь Мартина Фернандеса Портокарреро, 4-го сеньора де Могер, и Леонор Фернандес Кабесы де Вака и де Гевара

1. Супруг — Микер Эгидио Боканегра, 4-й сеньор де Пальма

- Мария Портокарреро и Энрикес (? — 1471), 7-я сеньора де Могер, 6-я сеньора де Вильянуэва-дель-Фресно, дочь Педро Портокарреро, 5-го сеньора де Могер, и Беатрис Энрикес

1. Супруг — Хуан Пачеко (1419—1474), 1-й маркиз де Вильена

- Луис Боканегра и Портокарреро (? — 1442), 7-й сеньор де Могер, 5-й сеньор де Пальма, сын Микера Эгидио Боканегра, 4-го сеньора де Пальма, и Франсиски Портокарреро, 6-й сеньоры де Могер

1. Супруга — Мария Портокарреро

- Педро «Эль-Сордо» Портокарреро (1442—1519), 8-й сеньор де Могер, сын Хуана Пачеко, 1-го маркиза де Вильена, и Марии Портокарреро Энрикес, 7-й сеньоры де Могер, и Вильянуэва-дель-Фресно

1. Супруга — Хуана де Карденас и Луна (1473—1519), дочь Алонсо де Карденаса и Осорио и Леонор де Луны
2. Супруга — Беатрис де Менесес

- Мартин Фернандес Портокарреро (? — 1460), 8-й сеньор де Могер, сын сын Микера Эгидио Боканегра, 4-го сеньора де Пальма, и Франсиски Портокарреро, 6-й сеньоры де Могер

1. Супруга — Мария де Веласко и Мендоса (? — 1463), дочь Эрнандо де Веласко и Сольера, 1-го сеньора де Сируэла, И Леонор Каррильо и Мендосы Ласо де ла Вега, сеньоры де Сервера и Перния.

- Хуан Портокарреро (ок. 1475—1544), 9-й сеньор де Могер, 1-й маркиз де Вильянуэва-дель-Фресно, Педро «Эль-Сордо» Портокарреро, 8-го сеньора де Могер, и Хуаны де Карденас и Луны

1. Супруга — Мария Альварес Осорио и Базан, дочь Педро Альвареса де Осорио, 1-го графа де Лемос, и Марии Базан де Толедо

- Педро Портокарреро (? — 1557), 10-й сеньор де Могер, 2-й маркиз д Вильянуэва-дель-Фресно, сын предыдущего	и Марии Альварес Осорио и Базан

1. Супруга — Магдалена Пачеко, дочь Диего Лопеса Пачеко Портокарреро, 2-го маркиза де Вильена, и Хуаны Энрикес де Веласко

- Алонсо Портокарреро и Карденас (? — 1560), 11-й сеньор де Могер, 3-й маркиз де Вильянуэва-дель-Фресно, младший брат предыдущего

1. Супруга — Мария де Моралес
2. Супруга — Леонор Портокарреро и Кастро, дочь Алонсо Портокарреро и Карданес, 1-го сеньора де лас Сиргадас, и Бритес де Норонья

- Хуан «Эль-Мудо» Портокарреро (? — ?), 12-й сеньор де Могер, 4-й маркиз де Вильянуэва-дель-Фресно, сын предыдущего и Леонор Портокарреро и Кастро

1. Супруга — Хуана Портокарреро и Гусман, дочь Кристобаля Портокарреро и Энрикеса, 3-го маркиза де Вальдеррабано, и Инес де Гусман и Кордова, 7-й маркизы де Ла-Альгаба

- Алонсо де Портокарреро (? — 1622), 13-й сеньор де Могер, 5-й маркиз де Вильянуэва-дель-Фресно, сын предыдущего и Хуаны Портокарреро

1. Супруга — Изабель де ла Куэва, дочь Альваро де Базана и Гусмана, 1-го маркиза де Санта-Крус-де-Мудела, и Марии Бенавидес де ла Куэва

- Франсиска Луиза Портокарреро (? — 1639), 14-я сеньора де Могер, 6-я маркиза де Вильянуэва-дель-Фресно, дочь предыдущего и Изабель де ла Куэвы

1. Супруг — Антонио Портокарреро де Москосо
2. Супруг — Луис Фернандес де Кордова и Кардона (? — 1642), 6-й герцог де Сесса, 8-й граф де Кабра

- Хуан Гаспар Доминго Портокарреро и Москосо (? — 1640), 15-й сеньор де Могер, 7-й маркиз де Вильянуэва-дель-Фресно, сын Антонио Портокарреро де Москосо и Франсиски Луизы Портокарреро, 14-й сеньоры де Могер.

- Франсиско Портокарреро (? — ?), 16-й сеньор де Могер, 8-й маркиз де Вильянуэва-дель-Фресно, сын Алонсо Портокарреро и Елены де Менчаки, внук Алонсо Портокарреро, 1-го сеньора де Эсиха, и Франсиски Пачеко Портокарреро, правнук Алонсо Портокарреро, 11-го сеньора де Могер.

1. Супруга — Эльвира Мария де Сандоваль
2. Супруга — Инес де Гусман и Кордова

- Алонсо Портокарреро (? — ?), 17-й сеньор де Могер, 9-й маркиз де Вильянуэва-дель-Фресно, сын предыдущего и Эльвиры Марии де Сандоваль

- Педро Портокарреро (? — 1703), 18-й сеньор де Могер, 10-й маркиз де Вильянуэва-дель-Фресно, младший брат предыдущего

1. Супруга — Мария Петронилла Алехо (брак бездетный).

- Диего Антонио-Лопес Баррадас (? — ?), 19-й сеньор де Могер, 1-й маркиз де Кортес-де-Граэна, 11-й маркиз де Вильянуэва-дель-Фресно

1. Супруга — Менсия Базан, дочь Франсиско Базана, сеньора де Пеньяльба, и Констансы де Рохас, сеньоры де Масинтос

- Антонио Лопе Баррадас Портокарреро (1703—1762), 20-й сеньор де Могер, 3-й маркиз де Кортес-де-Граэна, 12-й маркиз де Вильянуэва-дель-Фресно

1. Супруга — Инес Анна Мария Фернандес де Энестроса и Баррадас, дочь Хуана Баутисты Фернандеса де Энестросы и Агилара, 3-го маркиза де Пеньяфлор, и Марии Паскуалы Баррадас и Базан.

- Кристобаль Грегорио Портокарреро (1692—1763), 21-й сеньор де Могер, 5-й граф де Монтихо, 13-й маркиз де Вильянуэва-дель-Фресно. Сын Кристобаля Портокарреро (1638—1704), 4-го графа де Монтихо, и Марии Регаладо Фунес де Вильяльпандо и Монрой (1670 — ?), 4-й маркизы де Осера

1. Супруга — Мария Доминга Фернандес де Кордова и Портокарреро (1693—1747), дочь Антонио Мельчора Бальтасара Гаспара Фернандеса де Кордовы и Фигероа и Каталины Портокарреро де Гусман, 12-й графини де Теба

- Кристобаль Педро Портокарреро (1728—1757), 22-й сеньор де Могер, 14-й маркиз де Вильянуэва-дель-Фресно, 6-й граф де Монтихо. Единственный сын предыдущего и Марии Фернандес де Кордовы и Портокарреро.

1. Супруга — Мария Хосефа де Суньига и Хирон (1733—1796), 6-я виконтесса де ла Кальсада, дочь Антонио де Суньиги Чавеса и Айялы Орско Чакона и Базана, 11-го герцога де Пеньяранда-де-Дуэро, и Марии Терезы Хирон Сандоваль Толедо и Португаль.

- Мария Франсиска де Салес Маргарита Колета Тереза Антония Доминга Портокарреро и Лопес де Суньига (1754—1808), 23-я сеньора де Могер, 6-я графиня де Монтихо, 6-я графиня де Фуэнтидуэнья. Единственная дочь предыдущего и Марии Хосефы де Суньиги и Хирон

1. Супруг — Фелипе де Палафокс и Крой де Авре (1739—1790)
2. Супруг — Эстанислао Игнасио Хавьер Луго-Винья и Молина (1753—1826)

- Фелипе Лопес Пачеко и де ла Куэва (1727—1798), 23-й сеньор де Могер, 12-й герцог де Эскалона, 16-й маркиз де Агилар-де-Кампоо, 13-й маркиз де Вильянуэва-дель-Фресно. Сын Марсиано Фернандеса Пачеко (1688—1743), 12-го маркиза де Мойя, и Марии Франсиски де ла Куэвы и Акуньи, 4-й маркизы де Ассентар, 6-й маркизы де Бедмар и 4-й графини де Вильянова.

1. Супруга — Мария Луиза Сентурион и Фернандес де Веласко (1716—1799), 8-я маркиза де Эстепа и 8-я маркиза де Лаула, дочь Мануэля Сентуриона и Ариас Давила, 6-го маркиза де Эстепа, и Марии Леонор де Веласко Айяла и Фернандес де Кордова.

- Диего Фернандес де Веласко (1754—1811), 24-й сеньор де Могер, 13-й герцог де Эскалона, 13-й герцог де Фриас, 8-й герцог де Уседа, 10-й маркиз де Фромиста. Сын Андреса Мануэля Алонсо Пачеко Тельес-Хирона и Толедо (1728—1789), 7-го герцога де Уседа, и Марии Портерии Фернандес де Веласко и Пачеко (? — 1794), 9-й графини де Пеньяранда-де-Бракамонте.

1. Супруга — Франсиска де Паула де Бенавидес де Кордова (1763—1827), дочь Антонио де Бенавидеса и де ла Куэвы, 2-го герцога де Сантистебан-дель-Пуэрто, и Анны Марии Фернандес де Кордовы и Монкады, герцогини де Сантистебан.

- Эухенио Эулалио де Палафокс и Портокарреро (1773—1834), 24-й сеньор де Могер, 7-й граф де Монтихо, 14-й герцог де Пеньяранда-де-Дуэро, 16-й маркиз де Вильянуэва-дель-Фресно. Старший сын Фелипе де Палафокса и Крой де Авре (1739—1790) и Марии Франсиски де Салес Маргариты Колеты Терезы Антонии Доминги Портокарерро и Лопес де Суньиги (1754—1808), 6-й графини де Монтихо. Не женат и бездетен.

- Киприано Гусман де Палафокс и Портокарреро (1785—1839), 25-й сеньор де Могер, 15-й герцог де Пеньяранда-де-Дуэро, 8-й граф де Монтихо, 17-й маркиз де Вильянуэва-дель-Фресно, младший брат предыдущего.

1. Супруга — Мария Мануэла Энрикета Киркпатрик де Глосебурн и де Гриверни, графиня Монтихо (1794—1879), дочь Уильяма Киркпатрика (1764—1837), консула Великобритании в Малаге, и Марии Франсуазы де Гриверни.

- Мария Франсиска де Салес Портокарреро и Киркпатрик (1825—1860), 26-я сеньора де Могер, 16-я герцогиня де Пеньяранда-де-Дуэро, 18-я маркиза де Вильянуэва-дель-Фресно, старшая дочь предыдущего и Марии Мануэлы Киркпатрик де Глосебурн и де Гриверни.

1. Супруг — Хакобо Фитц-Джеймс Стюарт и Вентимилья (1821—1881), 15-й герцог де Альба, 8-й герцог де Лириа-и-Херика, 8-й герцог Бервик и 13-й герцог де Уэскар.

- Карлос Мария Фитц-Джеймс Стюарт и Палафокс (1849—1901), 27-й сеньор де Могер, 16-й герцог де Альба, 9-й герцог де Лирия-и-Херика, 9-й герцог де Бервик, 19-й маркиз де Вильянуэва-дель-Фресно. Единственный сын Хакобо Фитц-Джеймса Стюарта, 15-го герцога де Альба, и Марии Франсиски де Палафокс Портокарреро и Киркпатрик.

1. Супруга — Мария дель Росарио Фалько и Осорио, 21-я графиня де Сируэла (1854—1904), дочь Мануэля Фалько д’Адды (1828—1892), 14-го маркиза де Альмонасид-де-лос-Отерос, и Марии дель Пилар Осорио и Гутьеррес де лос Риос (1829—1921), 3-й герцогини де Фернан-Нуньес.